# Dina Vierny
Dina Vierny (25 tháng 1 năm 1919 tại Chisinau – 20 tháng 1 năm 2009 tại Paris) là một người mẫu mỹ thuật, nàng thơ của nhà điêu khắc Aristide Maillol và cũng từng làm mẫu cho nhiều họa sĩ nổi tiếng khác như Henri Matisse, Pierre Bonnard, Raoul Dufy.
Dina Vierny bước chân vào nghề người mẫu từ tuổi 15 và là gương mặt chính cho các tác phẩm của Aristide Maillol trong suốt 10 năm. Sau khi Maillol qua đời, Dina Vierny mở một gallery riêng, theo lời khuyên của Henri Matisse. Bà đã tập hợp được một số lượng không nhỏ những tác phẩm của các họa sĩ danh tiếng thế kỷ 20.
Năm 1964, Dina Vierny tặng lại cho chính phủ một số tác phẩm của Maillol để trưng bày trong vườn Tuileries. Bà cũng thành lập tổ chức Dina Vierny, sau đó thành lập bảo tàng Maillol ở Paris. Dina Vierny qua đời vào đầu năm 2009, thọ 89 tuổi.